# Armin Gigovic
Armin Gigovic, född 6 april 2002, är en svensk-bosnisk fotbollsspelare som spelar för Holstein Kiel. Han slog 2019 igenom i Allsvenskan och flyttade från Helsingborgs IF året efter, när han fortfarande gick på gymnasiet.
Han är storebror till fotbollsspelaren Ervin Gigovic.

## Karriär

### Tidig karriär
Gigovic började spela fotboll i Landskrona BoIS. Han gick sommaren 2017, som 15-åring, till Helsingborgs IF.

### Helsingborgs IF
Till en början tillhörde Gigovic ungdomslagen i HIF och sommaren 2018 var han med och spelade SM för 16-åringar som arrangerades av Gothia Cup. Lite drygt ett år senare, den 15 juli 2019 gjorde han debut för A-laget i en 1–0-vinst över IK Sirius, där han blev inbytt i den 75:e minuten mot David Boysen. I augusti 2019 skrev Gigovic på ett kontrakt över säsongen 2021 med klubben. Redan då fanns det ett stort intresse för honom runt om i Europa bland annat Genoa, Wolves CSKA Moskva och Amiens. 
Den 15 oktober 2020 avslöjade tidningen SportExpressen att Armin Gigovic samt Pontus Almqvist var klara för den ryska storsatsande klubben Rostov.  Det bekräftades även senare under kvällen, både av Helsingborgs IF och Rostov. Försäljningen uppgavs ge Helsingborg närmare 30 miljoner och beskrivs i många sammanhang kunnat vara helt avgörande för att klubben skulle klara att behålla sin elitlicens.  Klubben som befann/befinner i stor ekonomisk kris var i desperat behov av pengarna, samtidigt som de inte lär få behålla mycket själva då det är diverse parter som vill ha återbetalningar. Så här sade HIF:s ordförande Krister Azelius efter försäljningen. – Vi är såklart väldigt glada att ha fått fram en så stor talang som Armin och att han nu tar nästa steg i sin karriär. Ur ett ekonomiskt perspektiv handlar det om en transfersumma och en vidareförsäljningsprocent. Affären ger oss kortsiktigt andrum men kommer inte att täcka upp för hela coronaeffekten, framför allt inte för effekterna det bär med sig till 2021 och 2022.

### FK Rostov
Avslöjandet om att Gigovic och Almqvist var på väg till Rostov bekräftades under kvällen den 15 oktober 2020. Ingen av spelarna hade ännu anlänt till Rostov-na-Donu, Ryssland men klubben gick officiellt ut och meddelade att nyförvärven var klara.  Armin skrev på ett femårskontrakt. Sedan tidigare spelade även en annan svensk landslagsman i klubben Dennis Hadzikadunic, men som sedan 2020 valt att representera det Bosniska herrlandslaget.
Rysk media försökte förklara varför man värvat in de två svenskarna. Man beskrev det som på kort tid har sex startspelare lämnat klubben, vilket har gett klubben omkring 240 miljoner kronor. Den ryska tidningen skriver att klubben sålt de sex spelarna för att få ihop ekonomin då laget, enligt tidningen, är en mittenklubb med begränsad budget. Försäljningarna av de sex spelarna är även ett sätt att visa nya spelare att klubben är en bra språngbräda till ännu större klubbar. 
Övergången gjordes mitt under ett landslagsuppehåll och två dagar innan övergången så hade Gigovic suttit på bänken i Polen och sett Sveriges U21 vinna mot Armenien U21 med 10-0. 

#### Helsingborgs IF (lån)
Efter Rysslands invasion av Ukraina valde Gigovic att lämna landet och blev i mars 2022 klar för en återkomst i Helsingborgs IF på ett låneavtal fram till sommaren.

## Landslagskarriär
När P02 landslaget samlades för första gången den 3-6 augusti 2018 tog förbundskapten Christofer Augustsson inte ut Armin Gigovic.
Debut för det Svenska U17 landslaget blev det den 7 februari 2019 i en match mot Rumänien. Armin Gigovic startade och spelade hela matchen som slutade i en 0-5-vinst.
Den 5 oktober blev Armin Gigovic för första gången inkallad till det Svenska U21 landslaget efter att tre återbud hade inkommit.  Samlingen var på Olympia, Helsingborg och man skulle spela U21 EM-kvalmatcher mot Luxemburg  och Armenien . Armin fick göra sin debut redan i den första matchen den 9 oktober mot Luxemburg, detta efter att blivit inbytt i den 79' minuten mot Svante Ingelsson. Matchen slutade med en 4-0-seger till Sverige. Den andra matchen mot Armenien satt Gigovic på bänken hela matchen, däremot en då lagkamrat i HIF fick spela nämligen Max Svensson. Matchen slutade med en klar 10-0-seger till Sverige och var den största segern någonsin för de Svenska U21 landslaget. 
Gigovic debuterade för Sveriges A-landslag den 12 januari 2023 i januariturnéns andra match mot Island.